# On Her Majesty's Secret Service (roman)
On Her Majesty's Secret Service is het elfde James Bondboek van de auteur Ian Fleming. Het boek is uitgegeven op 1 april 1963 en in 1969 is het boek verfilmd onder dezelfde titel met acteur George Lazenby, geregisseerd door Peter Hunt. De Nederlandse titel is In Dienst van Hare Majesteit. Het boek is echt een spionageroman en wordt door critici gezien als een van de beste uit de hele reeks. Het werd gelijk een bestseller en zorgde ook voor betere verkoop van de andere romans.

## Verhaal
James Bond is op een septemberdag in het Franse Royale-les-Eaux. Nadat de badmeesters hebben aangegeven te vertrekken, ziet Bond hoe een meisje zichzelf probeert te verdrinken. Het is Tracy di Vicenzo. Nadat hij haar heeft aangesproken, komen er twee mannen aan, die hen met een pistool bedreigen. Bond vraagt zich af voor wie ze zouden werken. SPECTRE? Of de Russen? Daarna nemen de mannen ze mee in een boot naar de schuilplaats van de Union Corse.
De avond ervoor heeft hij gravin Teresa di Vicenzo ontmoet in het casino. Na haar schulden te hebben betaald, gaat hij met haar naar bed. De volgende morgen schrijft hij een ontslagbrief aan M en wenst niet meer verder te werken aan de zoektocht naar Blofeld. Na een boottrip komen ze aan bij het hoofdkantoor van de Union Corse. Daar ontmoet Bond het hoofd van de organisatie, Marc-Ange Draco, die vertelt dat Tracy zijn enige dochter is. Ze zit aardig in de problemen en Marc Draco stelt voor dat Bond met Tracy gaat trouwen. Bond weigert, maar belooft in contact te blijven. In ruil daarvoor vertelt Draco dat Blofeld in Zwitserland verblijft. Bond gaat terug naar het Verenigd Koninkrijk en krijgt nieuws van het London College of Arms. Ene Blofeld zou gezegd hebben aanspraak te hebben op de titel Comte Balthazar de Bleuville. Blofeld heeft daarvoor plastische chirurgie ondergaan om zo door te gaan voor een Bleuville. Bond komt ook achter zijn familiewapen: 'The World is not Enough'. Vermomd als Sir Hilary Bray vertrekt Bond naar Piz Gloria in Zwitserland.

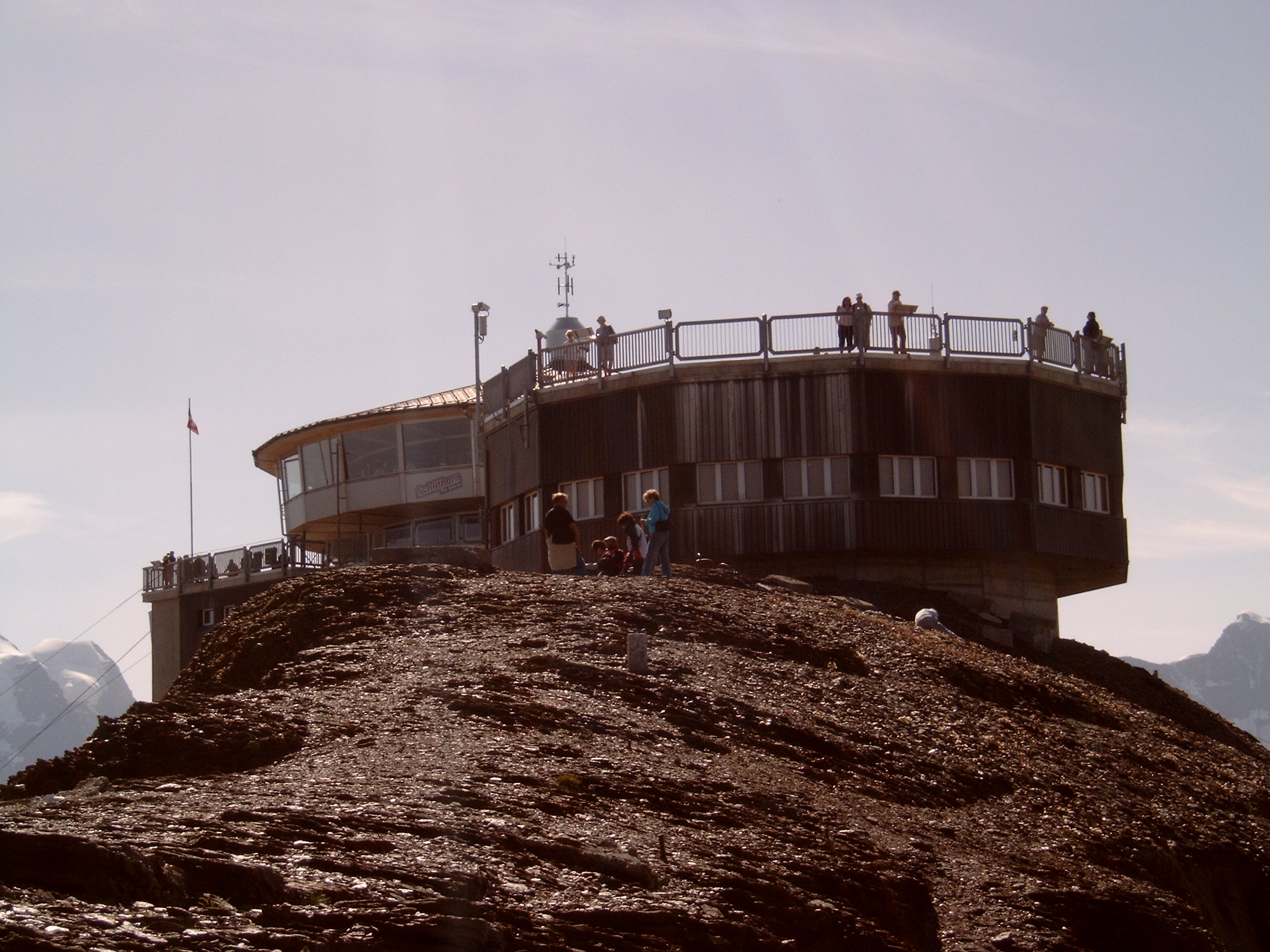
Piz Gloria op de Schilthorn in de Berner Alpen

Irma Bunt brengt Bond naar Piz Gloria en laat hem zijn vertrek zien. Bij de lunch ontmoet hij de Angels of Death, tien prachtige meisjes die een allergie hebben voor landbouw- en veeteeltgewassen. Blofelds plan is door middel van hypnose de meisjes immuun te maken voor hun allergie en daarmee de Britse economie te vernietigen. Als Bond aanvoelt dat Blofeld en Bunt weten dat hij niet de echte Sir Hilary Bray is, ontsnapt hij op ski's. Na een aantal SPECTRE-leden vermoord te hebben, komt hij aan in de stad aan de voet van de berg. Hier duikt Tracy weer op. Ze ontsnappen samen met Tracy's auto en ze brengt Bond naar het vliegveld van Zürich. Daar verklaart Bond de liefde aan Tracy en vraagt of ze wil trouwen. Tracy antwoordt bevestigend en zegt op hem te wachten in een hotel in München. Geholpen door de Union Corse valt Bond het instituut van Blofeld aan. Blofeld ontsnapt door de bobsleebaan te nemen en Bond gaat erachteraan. Bond ontsnapt net aan de dood als Blofeld een granaat gooit. Blofeld ontsnapt. Na het huwelijk wordt Tracy door Blofeld vermoord. Daarna zegt Bond de legendarische woorden tegen een politieagent: 'Alles is in orde, ze rust even wat uit. We gaan zo weer verder, maar we hebben geen haast. We hebben alle tijd van de wereld.'

## Verschillen roman en de film
- In de roman ontmoet Bond Tracy eerst in het casino en daarna op het strand. In de film is dit omgedraaid.
- In de roman heeft Tracy blond haar, in de film echter bruin/bruinrood.
- In de film wordt Tracy door Irma Bunt vermoord, in de roman door Blofeld.
- In de film wil Blofeld erkenning van zijn titel en amnestie in alle landen waar hij een misdaad heeft begaan, anders dreigt hij iedereen met het virus aan te vallen. In de roman wil Blofeld de economie van het Verenigd Koninkrijk vernietigen.
- In de roman wenst Bond zichzelf te stoppen naar de zoektocht van Blofeld. In de film wordt hij er door MI6 vanaf gehaald.
- In de roman wordt Tracy niet ontvoerd.
- In de roman noemt Blofeld zichzelf Comte de Bleuville, in de film Comte de Bleuchamp.
- In de roman is Draco's hoofdkwartier gevestigd in Frankrijk, in de film in Portugal. Dit geldt ook voor het casino.